# Coxicerberus boninensis
Coxicerberus boninensis är en kräftdjursart som först beskrevs av Ito 1975.  Coxicerberus boninensis ingår i släktet Coxicerberus och familjen Microcerberidae. Inga underarter finns listade i Catalogue of Life.